# جاستن تيمرمانز
جاستن تيمرمانز (بالهولندية: Justin Timmermans)‏ هو دراج هولندي، ولد في 25 سبتمبر 1996 في Hardenberg ‏ في هولندا.

## وصلات خارجية
- جوستين تيمرمانز على موقع الاتحاد الدولي للدراجات (الإنجليزية)
- جوستين تيمرمانز على موقع أرشيف الدراجات (الإنجليزية)
- جوستين تيمرمانز على موقع إحصائيات الدراجات الإحترافية (الإنجليزية)